# Сдерживание
Сде́рживание (англ. deterrence, containment) — геополитическая теория, разработанная американским дипломатом Джорджем Кеннаном в 1940-х годах. Теория сдерживания неразрывно связана с концепцией взаимного гарантированного уничтожения, которая обеспечивает поддержание мира на основе неизбежности тотального возмездия противника в случае нанесения по нему первого удара. Эта теория легла в основу советско-американских отношений и мировой политики как таковой во второй половине XX века. Основные положения теории сдерживания продолжают сохранять свою актуальность и в XXI веке, поскольку ядерное оружие до сих пор играет значительную роль в мировой политике, и военные доктрины России и США во многом основаны на использовании его как «фактора сдерживания».

## История
Ключевой персонал Государственного Департамента США становился всё более подозрительным в адрес Советского Союза и всё более фрустрированным их поведением по мере того, как война шла к концу. Аверелл Гарриман, посол США в Москве, некогда «подтверждённый оптимист» в вопросе советско-американских отношений, потерял свои иллюзии во время Варшавского восстания 1944 года, посчитав, что оно было предано Советами, а также под влиянием нарушений Ялтинского (февраля 1945) соглашения в вопросе о Польше. В дальнейшем Гарриман имел значительное влияние в формировании взглядов 33-го президента США Трумэна на Советский Союз.
В феврале 1946 Госдеп США поручил Джорджу Кеннану, тогдашнему сотруднику посольства США в Москве, выяснить вопрос, почему русские были против создания Всемирного Банка и МВФ. Он ответил широким по охвату анализом советской политики, ныне известным как «длинная телеграмма»:
Советская власть, в отличие от власти гитлеровской Германии, не является ни схематичной, ни авантюристической. Она не следует жёстко установленным планам. Она не рискует без необходимости. Невосприимчивая к логике рассуждений, она весьма восприимчива к логике силы. По этой причине она может легко ретироваться — что она обычно и делает — в любой момент, когда встречает сильное сопротивление. Таким образом, если противник достаточно силён и ясно показывает готовность использовать свою силу, ему редко приходится применять силу. Если выбрать правильную линию поведения в таких ситуациях, то не возникнет необходимости проводить унизительные переговоры с противником.
По Кеннану:
- СССР считал себя государством, находящимся в постоянной войне с капитализмом;
- СССР будет использовать подконтрольных марксистов в капиталистическом мире как союзников;
- советская агрессивность не связана со взглядами русских или с экономическими реалиями, но только с исторической русской подозрительностью и неприятием иностранцев;
- структура Советского правительства делает невозможными создание объективных или точных картин внутренней и внешней действительности.

Телеграмма Кеннана приветствовалась в Госдепе как «понимание ситуации, которое было необходимо давно». Кларк Клиффорд и Джордж Элси создали отчёт по «длинной телеграмме» и предложили конкретные политические рекомендации, основанные на её анализе. Этот отчёт, который предлагал «ограничение и замыкание в узком пространстве» советского влияния, был предоставлен президенту Трумэну в сентябре 1946 года.
Существует мнение, что именно термин «сдерживание», привел к популярности телеграммы Кеннана среди американских политиков: «сдерживание» звучит намного лучше, чем «война». Это понятие стало стержнем политики США на долгие годы.

## Критика
По мнению критиков Кеннана, практика сдерживания приводит к гонке вооружений и, как следствие, большему риску вооружённого конфликта и угрозе постоянного бюджетного дефицита из-за перефинансирования военной промышленности. Кроме того, теория целиком подразумевает прагматичный подход и не учитывает идеологических разногласий между сторонами.